# Miss Slovenije
Miss Slovenije je lepotno tekmovanje, ki je v Sloveniji prvič potekalo leta 1966, ko je beograjski časopis Polit Bazar razpisal tekmovanje Miss Jugoslavije za Miss sveta.
Izbiranje miss Jugoslavije je potekalo že od leta 1927, vendar pred 2. svetovno vojno ni bilo nacionalnih lepotnih nazivov. Leta 1966 so se Slovenke lahko prvič potegovale za naslov Miss Slovenije. Zmagovalka in njeni spremljevalki so odšle na Miss Jugoslavije, kjer so se borile za nastop na tekmovanju Miss sveta. Leta 1968 se je pojavilo konkurenčno lepotno tekmovanje, Miss Universe Slovenije (Lepotica Slovenije).
Med organizatorji izbora najlepše Slovenke so bile skozi čas revije Antena in Kaj. Zadnja miss Slovenije, ki je tekmovala na Miss Jugoslavije, je bila Vesna Musić.
Ob osamosvajanju Slovenije je prišlo do zapletov. Teji Skarza, miss Slovenije 1991, je organizator, revija Kaj, obljubil pot na Miss sveta 1991, pa se je izkazalo, da niso uredili papirjev in da jugoslovanska licenca še zmerja velja. Na svetovno tekmovanje je torej lahko odšla le srbkinja Slavica Tripunović, zadnja miss Jugoslavije. Šele novi lastnik licence, Zdravko Geržina (z agencijo Geržina Videoton), je naslednje leto uredil zadeve.
V 90. letih je bil izbor najlepše Slovenke zelo priljubljen, na njem so se radi pojavljali znani obrazi, tako pop glasbeniki, televizijci in športniki, kot politiki in poslovneži, predvajali so ga na nacionalni televiziji in kanalu POP TV. Potem je počasi zvodenel, se preselil na manj elitne lokacije in danes živi na medijskem obrobju.
Zdravko Geržina naj bi se po letu 2007 licenci odpovedal zaradi krize tekstilne in obutvene industrije. Lastnica licence je danes Jelka Verk, polfinalistke so izbrane na informativnih razgovorih.

## V 80. letih
Leta 1981 ni bilo tekmovanja Miss Jugoslavije. Leta 1983 ni bilo tekmovanja za najlepšo Slovenko, ampak so dekleta poslala svojo fotografijo reviji Antena, ki je izbranke poslal na jugoslovansko tekmovanje v Zagreb. Še ena Slovenka, v Zagrebu živeča manekenka Bernarda Marovt, je bila naknadno določena za tekmovanje s strani sarajevske revije As, nato pa je postala Miss Jugoslavije.

## V 90. letih
Kandidatke za miss so morale biti stare med 17 in 24 let, niso smele biti poročene in imeti otrok, morale so biti visoke vsaj 165 cm. Polfinalistke so izbirali na prireditvah po vsej Sloveniji, televizija POP TV je o njih delala reportaže. Konec 90. let se je finalni izbor preselil v Cankarjev dom, Slovenske novice so v sodelovanju s prilogo Ona iskale najboljšega kreatorja zmagovalkine obleke.

## Po letu 2000
Cankarjev dom je ostal prizorišče prireditve do leta 2006, ko so Miss Slovenije izbrali v portoroškem avditoriju.
Leta 2008 so odpadli polfinalni in finalni izbori, ker naj bi po besedah Geržine RTV-ju, ki je prejšnje leto z njim sklenilo štiriletno pogodbo za prenose izborov, zmanjkalo denarja. Regionalne zmagovalke so obdržale lente, prav tako Miss Slovenije 2007, Tadeja Ternar.
Potem je Zdravko Geržina odšel in novi lastnik licence, Damir Osredečki, je priredil skromen izbor Miss Slovenije 2008 v enem izmed ljubljanskih hotelov, saj je bil brez sponzorjev. Finalistke so dobili kar prek kastinga, kar je kasneje postalo stalna praksa.
Izbor Miss Slovenije 2010 je bil v SNG Maribor, uvedli so superfinale in nazive miss Talent, miss Bikini in miss Top Model.
Leta 2012 je ponovno prišlo do zapletov, saj je Osredečki končni izbor odpovedal. Vskočili so novi organizatorji in povabili dekleta iz predhodnih kastingov na izbor v enega od ljubljanskih hotelov.
Leta 2013 je bilo tekmovanje na Gospodarskem razstavišču v Ljubljani.Leta 2014 je prizorišče tekmovanja postalo ljubljansko kopališče Atlantis, začeli so podeljevati še naslove Miss Nove, Miss Slovenskih novic, Miss Tv3 Medias, Model Atlantisa in Miss Osebnosti.
Leta 2015 so skupaj priredili izbora Miss Slovenije (ocenjevali so tudi poslovne načrte tekmovalk) in Miss Earth.Leta 2016 so podelili še naslova Miss spleta in Obraz Hitradia Center.Leta 2017 je bilo tekmovanje zopet na Gospodarskem razstavišču, podelili so naziv miss simpatičnosti.
Leta 2018 je bil izbor v Trboveljskem delavskem domu,leta 2019 pa v kulturnem domu Črnomelj in na njem so podelili tudi naslov miss Tosame.

## Sponzorji
Med sponzorji tega tekmovanja so podjetja Tosama, Alpina, Dewesoft in Slovenske železnice.
Maja Zupan, Miss Slovenije 2017, je bila leta 2018 obraz Alpinine modne kolekcije.Nosilke naziva Miss Slovenije predstavljajo tudi Tosamine izdelke, predvsem damske vložke in tampone.
Podjetje Dewesoft zmagovalki eno leto nakazuje 400 evrov mesečno. Majo Zupan so leta 2017 povabili na ogled svojih prostorov in z njimi je šla na mednarodno konferenco v Torino. S kandidatkami za novo miss je leta 2018 obiskala Dewesoftovo vsakoletno merilno konferenco v Laškem, kjer so izbrali Obraz merilne konference Dewesoft.
Medijski partner tekmovanja je dnevnik Slovenske novice.

## Seznam zmagovalk
| Leto | Ime                              |
| ---- | -------------------------------- |
| 1966 | Mojca Platner                    |
| 1967 | Milojka Runko                    |
| 1968 | Breda Keber                      |
| 1969 | Marija Hribar                    |
| 1970 | Dagmar Capuder                   |
| 1971 | Polona Slapšak                   |
| 1972 | Nina Gazibara                    |
| 1973 | Adrijana Lakoš                   |
| 1974 | Jolanda Jovanovič                |
| 1975 | Majda Panič                      |
| 1984 | Nataša Majerič                   |
| 1988 | Suzana Kocbek                    |
| 1989 | Anka Kocmur                      |
| 1990 | Vesna Musić                      |
| 1991 | Teja Skarza                      |
| 1992 | Nataša Abram                     |
| 1993 | Metka Albreht                    |
| 1994 | Janja Zupan                      |
| 1995 | Teja Boškin                      |
| 1996 | Alenka Vindiš, Loredana Školaris |
| 1997 | Maja Šimec                       |
| 1998 | Miša Novak                       |
| 1999 | Neda Gačnik                      |
| 2000 | Maša Merc                        |
| 2001 | Rebeka Dremelj                   |
| 2002 | Nataša Krajnc                    |
| 2003 | Tina Zajc                        |
| 2004 | Živa Vadnov                      |
| 2005 | Sanja Grohar                     |
| 2006 | Iris Mulej                       |
| 2007 | Tadeja Ternar                    |
| 2008 | Tadeja Ternar                    |
| 2009 | Tina Petelin                     |
| 2010 | Sandra Adam                      |
| 2011 | Lana Mahnič Jekoš                |
| 2012 | Nives Orešnik                    |
| 2013 | Maja Cotič                       |
| 2014 | Julija Bizjak                    |
| 2015 | Mateja Kociper                   |
| 2016 | Maja Taradi                      |
| 2017 | Maja Zupan                       |
| 2018 | Lara Kalanj                      |
| 2019 | Špela Alič                       |
| 2020 | Špela Alič                       |
| 2021 | Maja Čolić                       |
| 2022 | Vida Milivojša                   |
| 2023 | Alida Tomanič                    |
| 2024 | Amadea Zupan                     |

## Galerija
- Mojca Platner, miss Slovenije 1966
- Milojka Runko, miss Slovenije 1967
- Breda Keber, miss Slovenije 1968
- Rebeka Dremelj, miss Slovenije 2001
- Sanja Grohar, miss Slovenije 2005
- Iris Mulej, miss Slovenije 2006
- Tadeja Ternar, miss Slovenije 2007